# الحبس الكهروستاتيكي بالقصور الذاتي

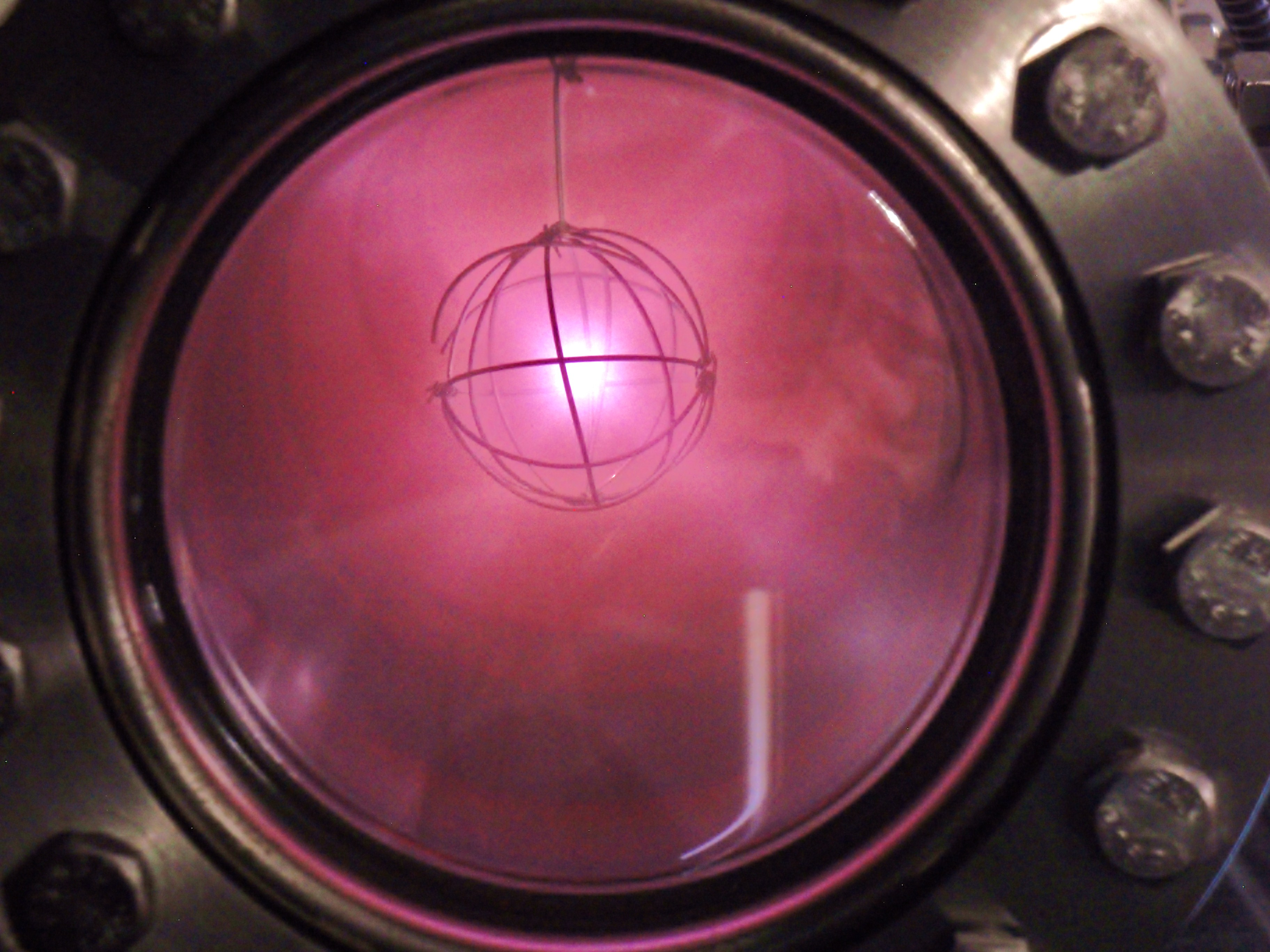
صهر ، يُظهر انصهارًا نوويًا في وضع النجوم

الحبس الكهروستاتيكي بالقصور الذاتي ، أو IEC ، هو فئة من أجهزة طاقة الانصهار التي تستخدم المجالات الكهربائية لحصر البلازما بدلاً من الأسلوب الأكثر شيوعًا باستخدام المجالات المغناطيسية الموجودة في تصميمات انصهار الحبس المغناطيسي (MCF). تعمل معظم أجهزة IEC على تسريع الوقود بشكل مباشر إلى ظروف الانصهار ، وبالتالي تجنب فقد الطاقة الذي لوحظ أثناء مراحل التسخين الأطول لأجهزة MCF. من الناحية النظرية ، هذا يجعلها أكثر ملاءمة لاستخدام أنواع وقود الانصهار غير الإلكتروني البديلة ، والتي تقدم عددًا من الفوائد العملية الرئيسية وتجعل أجهزة IEC واحدة من أكثر الأساليب التي تمت دراستها على نطاق واسع للانصهار.
نظرًا لأن الإلكترونات سالبة الشحنة والأيونات الموجبة في البلازما تتحرك في اتجاهات مختلفة في مجال كهربائي ، يجب ترتيب المجال بطريقة ما بحيث يظل الجسيمان قريبين من بعضهما البعض. تحقق معظم تصميمات IEC ذلك عن طريق سحب الإلكترونات أو الأيونات عبر بئر محتمل ، وبعد ذلك تتساقط الفولت وتستمر الجسيمات في التحرك بسبب قصورها الذاتي. يحدث الانصهار في تلك المنطقة ذات الإمكانات المنخفضة عندما تصطدم الأيونات التي تتحرك في اتجاهات مختلفة. نظرًا لأن الحركة التي يوفرها المجال تخلق مستويات الطاقة اللازمة للانصهار ، وليس الاصطدامات العشوائية مع بقية الوقود ، فلا يجب أن يكون الجزء الأكبر من البلازما ساخنًا وأن الأنظمة ككل تعمل في درجات حرارة ومستويات طاقة أقل بكثير من أجهزة MCF.
أحد أبسط أجهزة IEC هو المصهر ، والذي يتكون من شبكتين كرويتين من الأسلاك المعدنية متحدة المركز. عندما يتم شحن الشبكات بفولت عالي ، يتأين غاز الوقود. ثم يعمل الحقل بين الاثنين على تسريع الوقود إلى الداخل ، وعندما يمر عبر الشبكة الداخلية ، ينخفض الحقل وتستمر الأيونات إلى الداخل باتجاه المركز. إذا اصطدموا بأيون آخر ، فقد يخضعون للانصهار. إذا لم يفعلوا ذلك ، فإنهم يسافرون خارج منطقة التفاعل إلى المنطقة المشحونة مرة أخرى ، حيث يتم تسريعهم إلى الداخل. بشكل عام ، تشبه العملية الفيزيائية عملية انصهار الحزمة المتصادمة ، على الرغم من أن أجهزة الحزمة خطية بدلاً من كروية. تختلف تصميمات IEC الأخرى ، مثل polywell ، إلى حد كبير في ترتيب الحقول المستخدمة لإنشاء البئر المحتمل.
أشار عدد من الدراسات النظرية التفصيلية إلى أن نهج IEC يخضع لعدد من آليات فقدان الطاقة غير الموجودة إذا تم تسخين الوقود بشكل متساوٍ أو "Maxwellian" . يبدو أن آليات الخسارة تلك أكبر من معدل الانصهار في مثل تلك الأجهزة ، مما يعني أنه لا يمكن أبدًا الوصول إلى نقطة التعادل للانصهار وبالتالي استخدامها لإنتاج الطاقة. تصبح تلك الآليات أكثر قوة عندما تزداد الكتلة الذرية للوقود ، مما يشير إلى أن IEC ليس لها أي ميزة مع الوقود غير الآلي. ما إذا كانت تلك الانتقادات تنطبق على أجهزة محددة من أجهزة IEC تظل مثيرة للجدل إلى حد كبير.

## آلية
لكل فولت يتم تسريع أيون عبره ، يتوافق كسب الطاقة الحركية مع زيادة درجة الحرارة بمقدار 11604 كلفن (ك). على سبيل المثال ، البلازما الانصهارية النموذجية للحصر المغناطيسي تكون 15 keV ، والذي يتوافق مع 170 ميغا كلفن (MK). يمكن أن يصل أيون شحنته واحد إلى درجة الحرارة تلك عن طريق تسارعه عبر انزلاقة بمقدار 15000V . يتم تحقيق هذا النوع من الفولت بسهولة في الأجهزة الكهربائية الشائعة ؛ يعمل أنبوب أشعة الكاثود اعتياديا في هذا النطاق.
في المصاهر ، يتم إجراء انخفاض الفولت باستخدام قفص سلكي. ومع ذلك ، تحدث خسائر التوصيل العالية في المنصهرات لأن معظم الأيونات تسقط في القفص قبل حدوث الانصهار. هذا يمنع المصاهر الحالية من إنتاج الطاقة الصافية.

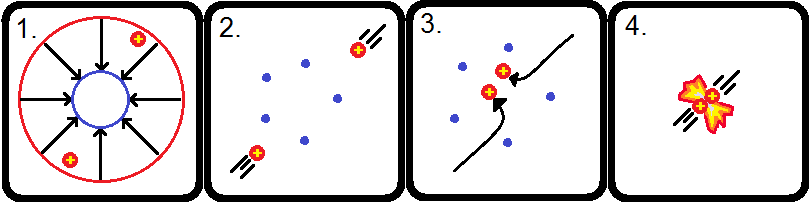
هذا توضيح للآلية الأساسية للانصهار في المنصهرات. (1) يحتوي المصهر على قفصان حديديا محددا المركز. الكاثود داخل الأنود. (2) تنجذب الأيونات الموجبة إلى الكاثود الداخلي. يسقطون أسفل انخفاض الفولت. يعمل المجال الكهربائي على تسخين الأيونات لظروف الانصهار. (3) الأيونات تفوت القفص الداخلي. (4) تصطدم الأيونات في المركز وقد تندمج.

## تاريخ

### الثلاثينيات
يتكيف مارك أوليفانت مع مسرّع الجسيمات كوكروف ووالتون في مختبر كافنديش لإنتاج التريتيوم والهيليوم -3 عن طريق الانصهار النووي. 

### الخمسينيات

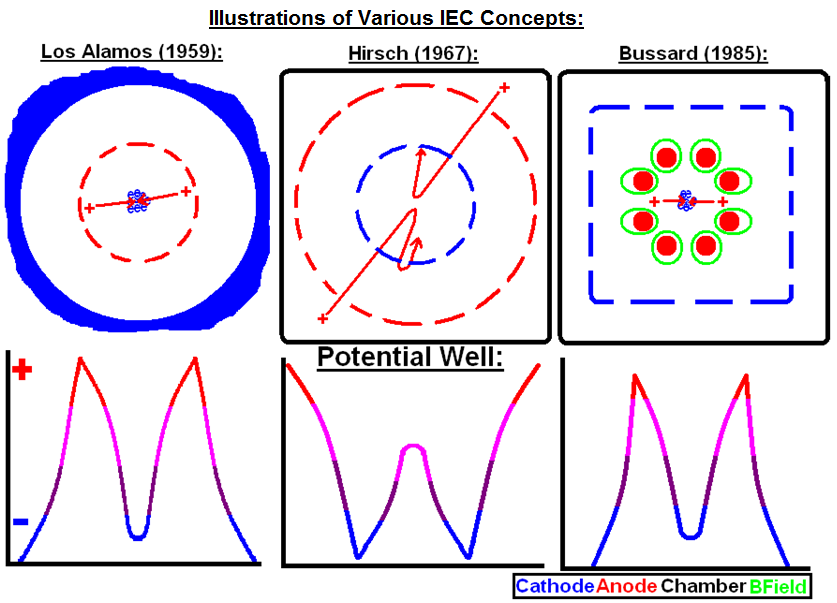
تُظهر تلك الصورة تصميم الأنود / الكاثود لمفاهيم وتجارب IEC المختلفة.

اكتشف ثلاثة باحثين في مختبر لوس الاموس الوطني بما في ذلك جيم توك الفكرة لأول مرة ، من الناحية النظرية ، في ورقة عام 1959.  اقترحت الفكرة من قبل زميل.  كان المفهوم هو التقاط الإلكترونات داخل قفص موجب. ستعمل الإلكترونات على تسريع الأيونات إلى ظروف الانصهار.
تم تطوير مفاهيم أخرى والتي سيتم دمجها لاحقًا في مجال IEC. وتشمل تلك نشر معيار لوسون من قبل جون د. لوسون في عام 1957 في إنجلترا.  موضعا ادنى معايير الطاقة لتصميمات محطات الطاقة التي ستقوم بالانصهار باستخدام سحب ماكسويل البلازمية الساخنة. أيضًا ، عمل لاستكشاف كيفية تصرف الإلكترونات داخل الحافة ثنائية النواة ، الذي قامت به مجموعة هارولد غراد في معهد كورانت في عام 1957.   الحافة ثنائية النواة عبارة عن جهاز ذو قطبان مغناطيسيان متشابهان يواجهان بعضهما البعض (أي الشمال والشمال). يمكن محاصرة الإلكترونات والأيونات بينهما.

### الستينيات

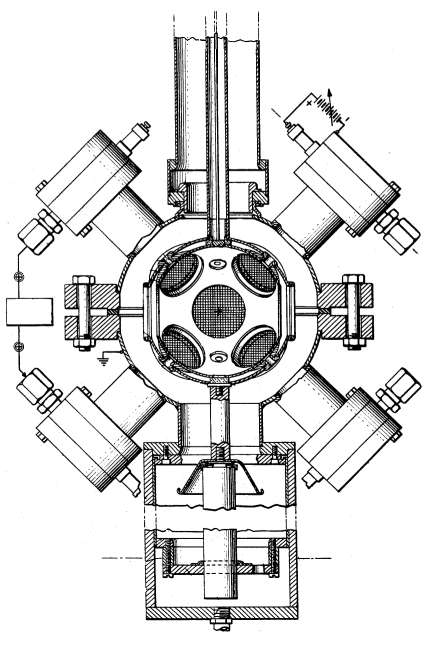
- تخطيطي من براءة اختراع فيلو فارنوورث في 1968. يحتوي هذا الجهاز على قفص داخلي لصنع حقل، وأربع بنادق أيونية في الخارج.

لاحظ فيلو فارنسورث في عمله مع الأنابيب المفرغة أن الشحنة الكهربائية ستتراكم في مناطق داخل الأنبوب. اليوم ، يُعرف هذا التأثير باسم التأثير متعدد العوامل .  استنتج فارنسورث أنه إذا كانت الأيونات مركزة بدرجة كافية فإنها يمكن أن تصطدم وتندمج. في عام 1962 ، قدم براءة اختراع لتصميم يستخدم قفص داخلي إيجابي لتركيز البلازما ، من أجل تحقيق الانصهار النووي.  خلال هذا الوقت ، انضم روبرت إل. هيرش إلى معامل فيلو فارنوور التلفازية وبدأ العمل على ما أصبح المصهر . حصل هيرش على براءة اختراع للتصميم عام 1966  ونشر التصميم عام 1967.  كانت آلة هيرش 17.8 آلة قطرها سم بمزلاق كهربائي مقداره 150 كيلو فولت عبره وتستخدم أشعة أيونية للمساعدة في حقن المواد.
في الوقت نفسه ، نشر ليمان سبيتزر في جامعة برينستون نصًا رئيسيًا في فيزياء البلازما في عام 1963.  اتخذ سبيتزر قوانين الغاز المثالية وقام بتكييفها مع البلازما الأيونية ، وطور العديد من المعادلات الأساسية لتصوير البلازما. وفي الوقت نفسه ، تم تطوير نظرية المرآة المغناطيسية وتحويل الطاقة المباشر بواسطة مجموعة ريتشارد إف. بوست في مختبر لوس ألاموس الوطني .   تشبه المرآة المغناطيسية الحافة ثنائية النواة في التنفيذ عدا أن القطبين معكوسين (بمعنى ان القطبين شمال و جنوب).

### الثمانينيات
في عام 1980 طور روبرت دبليو بوسارد تقاطعًا بين مصهر ومرآة مغناطيسية ، يدعى البوليويل . كانت الفكرة هي حصر البلازما غير المحايدة باستخدام الحقول المغناطيسية. وهذا يجذب الأيونات. تم نشر تلك الفكرة سابقًا ،من قبل أوليغ لافرينتييف في روسيا.    لكن تمكن بوسارد على الحصول براءة اختراع  التصميم وحصل على تمويل من وكالة الحد من التهديدات الدفاعية وDARPA والبحرية الأمريكية لتطوير الفكرة. 

### التسعينيات
نشر بوسارد ونيكولاس كرال النظرية ونتائج تجريبية في أوائل التسعينيات.   ردا على ذلك ، طور تود رايدر من معهد ماساتشوستس للتكنولوجيا ، تحت إشراف لورانس ليدسكي ، نماذج عامة للجهاز.  جادل رايدر أن الجهاز كان محدودًا بشكل أساسي. في نفس العام 1995 ، نشر ويليام نيفينز في مختبر لورانس ليفرمور الوطني نقدًا للبوليويل.  جادل نيفينز بأن الجسيمات ستنشئ زخمًا زاويًا ، مما سيتسبب في تدهور نواة الانصهار الكثيفة.
في منتصف التسعينيات ، دفعت منشورات بوسارد إلى تطوير المصهرات في جامعة ويسكونسن-ماديسون وفي جامعة إلينوي في أوربانا شامبين . تم بناء آلة جامعةماديسون لأول مرة في عام 1995.  قام فريق بقيادة جورج اتش مايلي في إلينوي ببناء صاهر حجمه 25 سم الذي أنتج 10 7 نيوترونات باستخدام غاز الديوتيريوم  واكتشف "الوضع النجمي" لعملية الصهر في عام 1994.  في العام التالي ، تم عقد أول "ورشة عمل أمريكية يابانية حول انصهار IEC". هذا هو المؤتمر الأول لباحثي IEC. في هذا الوقت في أوروبا ، تم تطوير جهاز IEC كمصدر تجاري للنيوترونات بواسطة شركة Daimler-Chrysler Aerospace تحت اسم FusionStar.  في أواخر التسعينيات ، بدأ الهاوي ريتشارد هال ببناء مصهرات هواة في منزله.  في مارس 1999 ، حقق معدل نيوترون قدره 10 5 نيوترونات في الثانية.  بدأ هال وبول شاتزكين موقع "fusor.net" في عام 1998.  من خلال هذا المنتدى المفتوح ، قام مجتمع من الهواة بالانصهار النووي باستخدام مصهرات منزلية .

### الافينات
على الرغم من العرض التوضيحي في 2000 من 7200 ساعة من التشغيل بدون تدهور في مراحل الطاقة العالية التي كانت تعطى لمشروع FusionStar كغرفة تفاعل محكمة الغلق مع تحكم آلي ، تم إلغاء مشروع FusionStar وتأسست شركة NSD Ltd. تم تطوير تقنية FusionStar الكروية بعد ذلك كنظام هندسي خطي مع تحسين الكفائة وإنتاج نيوتروني أعلى بواسطة NSD Ltd. التي أصبحت NSD-Fusion GmbH في عام 2005.
في أوائل عام 2000 ، طور أليكس كلاين مزيج بين بوليويل واشعة الأيونات.  باستخدام عدسة جابور ، حاول الدكتور كلاين تركيز البلازما في سحب غير محايدة للانصهار. أسس شركة FP generation ، والتي جمعت في أبريل 2009 تمويلًا بقيمة 3 ملايين دولار من صندوقين استثماريين.   طورت الشركة آلات الMIX و الMarble ، لكنها واجهت تحديات تقنية وأغلقت.
رداً على انتقادات رايدرز ، استنتج الباحثون في مختبر لوس ألاموس الوطني أن تذبذبت البلازما يمكن أن تكون في حالة توازن ديناميكي حراري محلي؛ هذا دفع آلات POPs و آلات فخ بينينج.   في هذا الوقت ، أصبح باحثو معهد ماساتشوستس للتكنولوجيا مهتمين بالمصهرات المستخدمة في دفع الصواريخ الفضائية  وتشغيل المركبات الفضائية.  على وجه التحديد ، طور الباحثون مصهرات ذات أقفاص داخلية متعددة. في عام 2005 ، أسس جريج بيفر مختبرات فينيكس النووية لتطوير المصهر إلى مصدر نيوتروني للإنتاج النظائر الطبية. 
بدأ روبرت بوسارد الحديث للعامة عن بوليويل في عام 2006.  كان يحاول إثارة الاهتمام  بالبحث ، قبل رحيله بسبب ورم نخاعي متعدد في عام 2007.  تمكنت شركته من جمع أكثر من عشرة ملايين تمويل من البحرية الأمريكية في عام 2008   و 2009. 

### 2010s
دفعت منشورات بوسارد جامعة سيدني لبدء البحث في محاصرة الإلكترون في البوليويلات في عام 2010.  استكشفت المجموعة النظرية ،  نمذجوا الاجهزة،  وبنوها ، وملاءمة المقاسات  والتفخيخ المحاكة. كانت جميع تلك الأجهزة منخفضة الطاقة والتكلفة وكلها تحتوي على نسبة من بلازما من نوع البيتا صغير. في عام 2010 ، أسس Carl Greninger التجمع النووي الشمالي الغربي ، وهي منظمة تدرس مبادئ الهندسة النووية لطلاب المدارس الثانوية ، باستخدام صاهر بقدرة 60 كيلو فولت.   في عام 2012 ، تلقى مارك سوبس الانتباه  لصهر. قام سوبس أيضًا بقياس محاصرة الإلكترونات داخل البوليويل.  في عام 2013 ، نشر George H. Miley أول كتاب مدرسي IEC. 

### 2020s
Avalanche Energy هي شركة ناشئة بحوالي 51 مليون دولار في تمويل المشاريع / DOD
تعمل على بطريات ضغيرة الحجم (في نطاق عشرات السنتيمترات)نمطية ، انصهارية تنتج 5 كيلو وات, إنهم يستهدفون 600 كيلو فولت لأخترعاتهم لتحقيق أهداف تصميم معينة. مخططهم الذي يدعى "الاوربيترون" إلكتروستاتيكيًا (معزز بالمغنطرون) يحصر الأيونات التي تدور حول كاثود عالي الفولت (00s of kVs) في بيئة فراغ عالية (p <10 8 Torr) محاطة بواحدة أو اثنتين من قذائف الأنود مفصولة بعازل كهربائي.المخاوف تشمل انهيار الفراغ او العازل الكهربائي وسطح العازل. يتم ترتيب مولدات المجال المغناطيسي ذات المجال مغنطيسي دائم (الكهرومغناطيسية) بشكل محد حول محور الأنود. تهدف شدة المجال المغناطيسي إلى تجاوز حالة قطع الهيكل ، والتي تتراوح من 50-4000 كيلو فولت. تتضمن الأيونات المرشحة البروتونات (م / ض = 1) ، الديوتيريوم (م / ض = 2) ، التريتيوم (م / ض = 3) ، الليثيوم -6 (م / ض = 6) ، والبورون -11 (م / ض = 11). يتضمن التقدم الأخير اختبارًا ناجحًا لجلبة 300 كيلوفولت. 

## تصاميم مع قفص

### صاهر
أشهر جهاز IEC هو المصهر.  يتكون هذا الجهاز عادةً من أقفاص سلكية داخل حجرة مفرغة. يشار إلى تلك الأقفاص بالشبكات. القفص الداخلي مثبت بفولت سالب مقابل القفص الخارجي. يتم إدخال كمية صغيرة من وقود الانصهار (غاز الديوتيريوم هو الأكثر شيوعًا). يتسبب الفولت بين الشبكات في تأين الوقود. تسقط الأيونات الموجبة أسفل انخفاض الفولت نحو القفص الداخلي السالب. مع تسارعها ، يعمل المجال الكهربائي على الأيونات ، مما يؤدي إلى تسخينها في ظروف الانصهار. إذا اصطدمت تلك الأيونات ، يمكن أن تندمج. يمكن أن تستخدم المنصهرات أيضًا البنادق الأيونية بدلاً من الشبكات الكهربائية. تحظى المصهرات بشعبية لدى الهواة ،  لأنها سهلة التركيب ، ويمكنها أن تنتج الانصهار بانتظام وهي طريقة عملية لدراسة الفيزياء النووية . تم استخدام المصهرات أيضًا كمولد نيوتروني تجاري للتطبيقات الصناعية. 
لم يقترب أي مصهر من إنتاج قدر كبير من قوة الانصهار . يمكن أن تكون خطيرة إذا لم يتم أخذ العناية المناسبة لأنها تتطلب فولتًا كهربائيًا عاليًا ويمكن أن تنتج إشعاعات ضارة ( النيوترونات والأشعة السينية ). في كثير من الأحيان ، تتصادم الأيونات مع الأقفاص أو الجدار. هذا ينقل الطاقة بعيدًا عن الجهاز مما يحد من أدائه. بالإضافة إلى ذلك ، تقوم الاصطدامات بتسخين الشبكات ، مما يحد من الأجهزة عالية الطاقة. تؤدي التصادمات أيضًا إلى رش أيونات عالية الكتلة في غرفة التفاعل ، وتلويث البلازما ، وتبريد الوقود.

### POPs
عند فحص البلازما غير الحرارية ، أدرك العاملون في مختبر لوس ألاموس الوطني أن الانتثار كان أكثر احتمالًا من الانصهار. كان هذا بسبب أن الصور المقطعية للانتثار الكولومي أكبر من الصور المقطعية للانصهار.  ردا على ذلك ، قاموا ببناء POPS ،   آلة ذو قفص سلكي ، حيث تتحرك الأيونات في حالة ثابتة ، أو تتأرجح حول القفص. يمكن أن تكون البلازما في حالة توازن ديناميكي حراري محلي.  من المتوقع أن يحافظ التذبذب الأيوني على جميع الأيونات للتوازنية في جميع الأوقات ، مما سيقضي على أي فقد للطاقة بسبب تشتت كولوم ، مما يؤدي إلى زيادة صافي الطاقة . بعد العمل على هذا التصميم ، قام الباحثون في روسيا بمحاكاة تصميم POPs باستخدام رمز الجسيمات في الخلية في عام 2009.  يصبح مفهوم المفاعل هذا أكثر كفاءة مع تقلص حجم الجهاز. ومع ذلك ، يلزم وجود مواد شفافاة ذو شفافية عالية جدًا (> 99.999٪) للتشغيل الناجح لفكرة POPs. تحقيقا لتلك الغاية ، اقترح S. Krupakar Murali وآخرون أنه يمكن استخدام الأنابيب النانوية الكربونية لبناء شبكات الكاثود.  هذا أيضًا هو أول تطبيق (مقترح) للأنابيب النانوية الكربونية مباشر في أي مفاعل انصهار.

## تصاميم مع الحقول
حاولت العديد من المخططات الجمع بين الحبس المغناطيسي والمجالات الكهروستاتيكية مع IEC. الهدف هو القضاء على القفص السلكي الداخلي للمصهر ، والمشاكل الناتجة عنه.

### بوليويل
يستخدم بوليويل مجالًا مغناطيسيًا لاحتجاز الإلكترونات. عندما تتحرك الإلكترونات أو الأيونات في مجال كثيف ، يمكن أن تنعكس بواسطة تأثير المرآة المغناطيسية.  تم تصميم بوليويل لحبس الإلكترونات في المركز ، مع وجود مجال مغناطيسي كثيف يحيط بها.    يتم ذلك عادةً باستخدام ستة مغناطيسات كهربائية في داخل الالة. يتم وضع كل مغناطيس بحيث تكون أقطابها متجهة للداخل ، مما يخلق نقطة فارغة في المركز. تشكل الإلكترونات المحتجزة في المركز "قطبًا كهربائيََا افتراضيًا"  ، تعمل سحابة الإلكترون تلك على تسريع الأيونات إلى ظروف الانصهار. 

### فخ بينينج

الصور المقطعية لفخ بينينج. المحور عمودي. تدور الإلكترونات حوله تحت الحبس الكهربائي المستمر (الأزرق) والتيار المستمر (الأحمر). في هذا الرسم البياني ، تكون الجسيمات المحصورة موجبة ؛ لحصر الإلكترونات ، يجب تبديل أقطاب الأقطاب المغنطسية.

تستخدم فخ بنينج كلاً من المجالين الكهربائي والمغناطيسي لاحتجاز الجسيمات ، ومجالًا مغناطيسيًا لحصر الجسيمات بكثرة ومجالًا كهربائيًا رباعي الأقطاب لحصر الجسيمات محوريًا لشل حركتهم. 
في مفاعل الانصهار، يتم تشغيل المجالات المغناطيسية والكهربائية الخاصة بفخ بينينج أولاً. بعد ذلك ، تنبعث الإلكترونات في المصيدة، ويتم التقاطها وقياسها. تشكل الإلكترونات قطبًا افتراضيًا كهربائيًا مشابهًا للذي هو موجود في بوليويل، الموصوف أعلى في الصورة. تهدف تلك الإلكترونات إلى جذب الأيونات، وتسريعها إلى ظروف الانصهار. 
في التسعينيات ، قام الباحثون في مختبر لوس ألاموس الوطني ببناء فخ بينينج لإجراء تجارب الانصهار. كان جهاز (PFX) الخاص بهم صغيرا (ملليمترات) ومنخفض الطاقة (خُمس آلة تسلا ، أقل من عشرة آلاف فولت). 

### Marble
MARBLE (تجربة خط شعاع متعدد القطبين معاد تدويره)عبارة عن جهاز يحرك الإلكترونات والأيونات ذهابًا وإيابًا في خط.  عُكست أشعة الجسيمات باستخدام العدسات الكهروستاتيكية .  صنعت تلك العدسات أسطح فولت ثابتة في مساحة خالية.[بحاجة لمصدر] تعكس نلك الأسطح فقط الجسيمات ذات طاقة حركية محددة ، في حين أن الجسيمات عالية الطاقة يمكنها اجتياز تلك الأسطح دون عوائق ، على الرغم من عدم تأثرها. تم قياس حبس الإلكترون وسلوك البلازما بواسطة مسبار لانجموير .  احتفظ Marble بالأيونات في مدارات لا تتقاطع مع الأسلاك الشبكية - ويحسن هذا قيود الشحن في الفضاء من خلال تداخل الأحزم الأيونية في العديد من الطاقات.  واجه الباحثون مشاكل مع فقدان الأيونات عند نقاط الانعكاس. تتباطأ الأيونات عند الدوران ، مما يؤدي إلى قضاء الكثير من الوقت ، مما يؤدي إلى خسائر توصيل عالية. 

### MIX
أدت تجربة الحزمة الأيونية متعددة الأقطاب (MIX) إلى تسريع الأيونات والإلكترونات إلى مغناطيس كهربائي سالب الشحنة.  رُكزت الأيونات باستخدام عدسة جابور . واجه الباحث مشاكل في منطقة دوران الأيونات الرفيعة جدًا التي قريبا جدا من الاصطح الصلبة التي يمكن ان تتوصل عن طريقه الأيونات  حيث يمكن نقل الأيونات بعيدًا.

### معزول مغناطيسيا
تم اقتراح أجهزة بحيث يكون القفص السالب معزولًا مغناطيسيًا عن البلازما الواردة. 

## النقد العام
في عام 1995 ، انتقد تود رايدر جميع مخططات طاقة الانصهار باستخدام أنظمة البلازما غير متواجبة مع التوازن الديناميكي الحراري.  افترض رايدر أن غيوم البلازما عند التوازن لها الخصائص التالية:
- كانت شبه محايدة ، حيث يتم خلط الإيجابيات والسلبيات معًا بشكل متساوٍ. [23]
- كان لديهم وقود متساوى الخلط. [23]
- كانت الخواص متوحدة ، مما يعني أن سلوكها كان هو نفسه في أي اتجاه معين. [23]
- كان للبلازما طاقة ودرجة حرارة منتظمة في جميع أنحاء السحابة. [23]
- كانت البلازما عبارة عن كرة غاوسية غير منظمة.

جادل رايدر أنه إذا تم تسخين هذا النظام بشكل كافٍ ، فلا يمكن إنتاج طاقة صافية ، بسبب خسائر الأشعة السينية العالية.
باحثون آخرون مثل نيكولاس كرال ،  روبرت دبليو بوسارد ،  نورمان روستوكر ، ومونخورست لم يوافقوا على هذا التقييم. يجادلون بأن ظروف البلازما داخل آلات IEC ليست شبه محايدة ولها توزيعات طاقة غير حرارية .  نظرًا لأن الإلكترونات لها كتلة وقطر أصغر بكثير من الأيونات، يمكن أن تختلف درجة حرارة الإلكترون عن الأيونات بعدة مرات. قد يسمح هذا بتحسين البلازما ، حيث تقلل الإلكترونات الباردة من فقد الإشعاع وتزيد الأيونات الساخنة من معدلات الانصهار . 

### المعالجة الحرارية

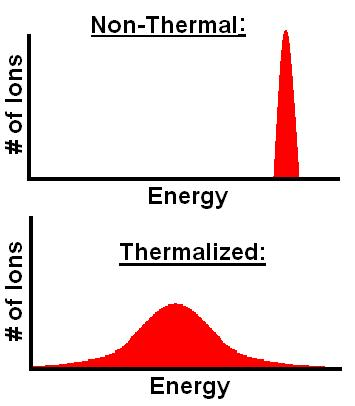
تلك مقارنة توزيع الطاقة للأيونات الحرارية وغير الحرارية

المشكلة الأساسية التي أثارها رايدر هي حرارة الأيونات. جادل رايدر أنه في بلازما شبه محايدة حيث يتم توزيع جميع الإيجابيات والسلبيات بالتساوي ، ستتفاعل الأيونات. كما يفعلون ، يتبادلون الطاقة ، مما يتسبب في انتشار طاقتهم (في عملية فينر ) متجهين إلى منحنى الجرس (أو دالة غاوسية )للطاقة. ركز رايدر ارائه على تفاعلات الأيونات فقط ولم يتكلم عن تبادل الطاقة من الإلكترون إلى الأيون أو البلازما غير الحرارية .
هذا الانتشار للطاقة يسبب العديد من المشاكل. إحدى تلك المشكلات تقع في صنع المزيد من الأيونات الباردة ، والتي تكون باردة جدًا بحيث لا يمكن دمجها في عملية انصهار. هذا من شأنه أن يقلل من انتاج الطاقة. مشكلة أخرى هي الأيونات التي لديها الكثير من الطاقة بحيث يمكنها الهروب من الجهاز. هذا يقلل من معدلات الانصهار مع زيادة خسائر التوصيل الكهربائي، لأنه مع مغادرة الأيونات عالية الطاقة ، يتم رحيل الطاقة من نظام الصهر.

### إشعاع
قدر رايدر أنه بمجرد تسخين البلازما ، فإن خسائر الإشعاع ستفوق أي كمية من طاقة الانصهار المتولدة. كان التركيز على نوع معين من الإشعاع: الأشعة السينية . تغير سرعة الجسيمات مثل الأيونات و الألكترونات يخلق اشعة ضوئية .هذا يمكن تقديره باستخدام صيغة لارمور . قدر رايدر هذا من أجل D-T (انصهار الديوتيريوم والتريتيوم) ، و D-D (انصهار الديوتيريوم) ، و D-He3 (انصهار الديوتيريوم والهيليوم 3) ، وأن عملية التعادل مع أي وقود باستثناء D-T أمر شديد الصعوبة. 

### التركيز الأساسي
في عام 1995 ، جادل نيفينز بأن مثل تلك الآلات ستحتاج إلى قدر كبير من الطاقة للحفاظ على تركيز الأيونات في المركز. تحتاج الأيونات إلى التركيز حتى يتمكنوا من العثور على بعضهم البعض ، والتصادم ، والانصهار. بمرور الوقت تختلط الأيونات الموجبة والإلكترونات السالبة بشكل طبيعي بسبب الجذب الكهروستاتيكي . هذا يتسبب في فقدان التركيز. هذا هو التدهور الأساسي. جادل نيفينز رياضيًا ، أن كسب الانصهار (نسبة قوة الانصهار المنتجة إلى الطاقة المطلوبة للحفاظ على وظيفة توزيع الأيونات غير المتوازنة) يقتصر على 0.1 بافتراض أن الجهاز مزود بمزيج من الديوتيريوم والتريتيوم . 
تم تحديد مشكلة التركيز الأساسية أيضًا في المصهرات بواسطة Tim Thorson في جامعة ويسكونسن-ماديسون أثناء عمله في الدكتوراه عام 1996.  سيكون للأيونات المشحونة بعض الحركة قبل أن تبدأ في التسارع في المركز. يمكن أن تكون تلك الحركة حركة ملتوية ، حيث يكون للأيون زخم زاوي ، أو ببساطة سرعة عرضية. تتسبب تلك الحركة الأولية في عدم تركيز السحابة الموجودة في مركز المصهر.

### حد بريلوين
في عام 1945 ، اقترح الأستاذ بجامعة كولومبيا ليون بريلوين أن هناك حدًا لعدد الإلكترونات التي يمكن للمرء أن يحزمها في حجم معين.  يشار إلى هذا الحد عادةً باسم حد بريلوين أو كثافة بريلوين ،  وهذا موضح في المسئلة الأتية. 
{\displaystyle N={\frac {B^{2}}{2\mu _{0}mc^{2}}}}
حيث B هو المجال المغناطيسي ، {\displaystyle \mu _{0}} طلاقية الفضاء الحر ،m وكتلة الجسيمات المحصورة ، وc سرعة الضوء. قد يحد هذا من كثافة الشحن داخل أجهزة IEC.

## تطبيقات تجارية
نظرًا لأن تفاعلات الانصهار تولد نيوترونات ، فقد تم تطوير المصهر إلى عائلة من مولدات النيوترونات  لمجموعة واسعة من التطبيقات التي تحتاج إلى معدلات إنتاج نيوترونية معتدلة بسعر معتدل. يمكن استخدام مصادر النيوترونات عالية الإنتاج لتصنيع منتجات مثل الموليبدينوم -99  والنيتروجين -13 ، والنظائر الطبية المستخدمة في فحوصات التصوير المقطعي بالإصدار البوزيتروني . 

## الأجهزة

### حكومية وتجارية
- طور باحثو مختبر لوس ألاموس الوطني [79] POPs ومصيدة بنينج [35]
- هيئة الطاقة الذرية التركية في عام 2013 ، قام هذا الفريق ببناء 30 fusor في مركز Saraykoy للأبحاث والتدريب النووي في تركيا. يمكن أن يصل هذا المصهر إلى 85 والانصهار الديوتيريوم ، ينتج 2.4×104 نيوترون في الثانية. [80]
- كان الجهاز الأصلي لشركة ITT Corporation Hirschs هو 17. 8ماكينة قطرها 150 8150انخفاض الفولت 150 عبره. [12] تستخدم تلك الآلة الحزم الأيونية.
- طورت شركة Phoenix النووية Labs مصدرًا تجاريًا للنيوترونات يعتمد على المنصهر ، مما يحقق 3×1011 نيوترونًا في الثانية مع تفاعل انصهار الديوتيريوم والديوتيريوم لمدة 132 ساعة من التشغيل المستمر. [39]
- شركة Energy Matter Conversion Inc هي شركة في سانتا في قامت بتطوير أجهزة بوليويل كبيرة عالية الطاقة للبحرية الأمريكية.
- يتم تصنيع مولدات النيوترونات NSD-Gradel-Fusion المختومة من IEC لـ DD (2.5 MeV) أو DT (14 MeV) مع مجموعة من المخرجات القصوى بواسطة Gradel sárl في لوكسمبورغ. [58]
- منظمة الطاقة الذرية الإيرانية قام الباحثون في جامعة شهيد بهشتي في إيران ببناء 60سموم بقطر 60 يمكن أن ينتج 2×107 نيوترون في الثانية عند 80 كيلوفولت باستخدام غاز الديوتيريوم. [81]
- تلقت Avalanche Energy مبلغ 5 ملايين دولار من رأس المال الاستثماري لبناء نموذجها الأولي. [82]

- حقق CPP-IPR في الهند علامة بارزة من خلال الريادة في تطوير أول مصدر نيوتروني في الهند بالقصور الذاتي في الانصهار الكهروستاتيكي (IECF). الجهاز قادر على الوصول إلى طاقة كامنة تصل إلى -92 كيلو فولت. يمكن أن يولد عائدًا من النيوترونات يصل إلى 10 7 نيوترونات في الثانية عن طريق الديوتيريوم. الهدف الأساسي من هذا البرنامج هو دفع تقدم مصادر النيوترونات المحمولة والمحمولة ، والتي تتميز بكل من الهندسة الخطية والكروية. [83]

### الجامعات
- يحتوي معهد طوكيو للتكنولوجيا على أربعة أجهزة IEC بأشكال مختلفة: آلة كروية ، وجهاز أسطواني ، وأسطوانة مزدوجة محورية وجهاز مساعد مغناطيسي. [84]
- جامعة ويسكونسن - ماديسون - تمتلك مجموعة في ويسكونسن ماديسون العديد من الأجهزة الكبيرة ، منذ عام 1995. [85]
- جامعة إلينوي في أوربانا شامبين - قام معمل دراسات الانصهار ببناء ~ 25 cm fusor الذي أنتج 10‎7‎ نيوترون باستخدام غاز الديوتيريوم. [26]
- معهد ماساتشوستس للتكنولوجيا - لأطروحة الدكتوراه الخاصة به في عام 2007 ، بنى كارل ديتريش مصهرًا ودرس استخدامه المحتمل في دفع المركبات الفضائية. [86] أيضًا ، درس Thomas McGuire العديد من مصاهر الآبار للتطبيقات في رحلات الفضاء. [86]
- قامت جامعة سيدني ببناء العديد من أجهزة IEC وأيضًا بوليويل منخفض الطاقة ونسبة بيتا منخفضة. الأول مصنوع من حلقات التفلون وكان بحجم فنجان القهوة. والثاني يحتوي على غلاف كامل بقطر 12 بوصة ، وحلقات معدنية.
- جامعة أيندهوفن التقنية [87]
- قامت جامعة أمير كابير للتكنولوجيا ومنظمة الطاقة الذرية الإيرانية بالتحقيق في تأثير المجالات المغناطيسية النبضية القوية على معدل إنتاج النيوترونات لجهاز IEC. أظهرت دراستهم أنه من خلال المجال المغناطيسي 1-2 Tesla ، من الممكن زيادة معدل تيار التفريغ وإنتاج النيوترونات أكثر من عشرة أضعاف فيما يتعلق بالعملية العادية. [88]
- يقوم معهد أنظمة الفضاء في جامعة شتوتغارت بتطوير أجهزة IEC لأبحاث فيزياء البلازما وأيضًا كجهاز دفع كهربائي ، IECT (مدفوع الحبس الكهروستاتيكي بالقصور الذاتي). [89] [90] [91]

## براءات الاختراع
- بي تي فارنسورث ، U.S. Patent 3٬258٬402 ، يونيو 1966 (التفريغ الكهربائي - التفاعل النووي)
- بي تي فارنسورث ، U.S. Patent 3٬386٬883 . يونيو 1968 (الطريقة والجهاز)
- هيرش ، روبرت ، U.S. Patent 3٬530٬036 . سبتمبر 1970 (جهاز)
- هيرش ، روبرت ، U.S. Patent 3٬530٬497 . سبتمبر 1970 (جهاز توليد - هيرش / ميكس)
- هيرش ، روبرت ، U.S. Patent 3٬533٬910 . أكتوبر 1970 (مصدر ليثيوم أيون)
- هيرش ، روبرت ، U.S. Patent 3٬655٬508 . أبريل 1972 (تقليل تسرب البلازما)
- هيرش ، روبرت ، U.S. Patent 3٬664٬920 . مايو 1972 (الاحتواء الالكتروستاتيكي)
- RW Bussard ، "طريقة وجهاز للتحكم في الجسيمات المشحونة" ، U.S. Patent 4٬826٬646 ، مايو 1989 (الطريقة والجهاز - مجالات الشبكة المغناطيسية)
- RW Bussard ، "الطريقة والجهاز لإنشاء تفاعلات الانصهار النووي والتحكم فيها" ، U.S. Patent 5٬160٬695 ، نوفمبر 1992 (الطريقة والجهاز - موجات صوتية ايونية)
- ST Brookes ، "مفاعل الانصهار النووي" ، براءة الاختراع البريطانية GB2461267 ، مايو 2012
- TV Stanko ، "جهاز الانصهار النووي" ، براءة اختراع بريطانية GB2545882 ، تموز (يوليو) 2017

## انظر ايضاة
- صهر
- قائمة تجارب الصهر
- قائمة مقالات فيزياء البلازما
- التجمع النووي الشمالي الغربي
- فيلو فارنوورث
- مختبرات فينيكس النووية
- بوليويل
- روبرت بوسارد
- تايلور ويلسون

## روابط خارجية
- Polywell Fusion: Electrostatic Fusion in a Magnetic Cusp ، تحدث في Microsoft Research
- الصفحة الرئيسية لجامعة ويسكونسن ماديسون IEC
- نظرة عامة على IEC
- من وقائع دراسة Fusion Summer 1999 (Snowmass ، كولورادو):
  - ملخص الجوانب الفيزيائية لبعض المفاهيم الناشئة نسخة محفوظة 2006-03-14 على موقع واي باك مشين. </link>
  - الحجز بالقصور الذاتي للكهرباء الساكنة (IEC) لبلازما الانصهار مع الشبكات نسخة محفوظة 2006-03-14 على موقع واي باك مشين. </link>
- الانصهار من التلفزيون؟ (مجلة American Scientist ، يوليو-أغسطس 1999) نسخة محفوظة 2017-06-04 على موقع واي باك مشين. </link>
- هل يجب أن تتجه Google إلى الطاقة النووية؟ طاقة نووية نظيفة ورخيصة (لا ، حقًا) نسخة محفوظة 2007-11-10 على موقع واي باك مشين. </link>
- NSD-Gradel-Fusion ، NSD-Gradel-Fusion (لوكسمبورغ)